# Тымбай
Тымбай (в верховье — Тымбайка) — река в России, протекает в Пермском крае. Устье реки находится в 8,3 км по правому берегу реки Шагирт. Длина реки составляет 29 км.

## Данные водного реестра
По данным государственного водного реестра России относится к Камскому бассейновому округу, водохозяйственный участок реки — Буй от истока до Кармановского гидроузла, речной подбассейн реки — бассейны притоков Камы до впадения Белой. Речной бассейн реки — Кама.
Код объекта в государственном водном реестре — 10010101112111100016212.